# Mușenița
Mușenița – wieś w Rumunii, w okręgu Suczawa, w gminie Mușenița. W 2011 roku liczyła 245 mieszkańców. 